# LNER Clase A3 4472 Flying Scotsman
La LNER Clase A3 4472 Flying Scotsman (textualmente, Escocés Volador) es una locomotora de vapor del tipo Pacific (4-6-2), construida en 1923 para el Ferrocarril de Londres y del Noreste (en inglés: LNER, London and North Eastern Railway) en los Talleres de Doncaster, según un diseño de Nigel Gresley. Se utilizó en los trenes expresos de larga distancia de la Línea Principal de la Costa Este de la compañía FL&NE y de su sucesora, British Railways de las Regiones del Este y del Noreste, especialmente en el servicio de tren Flying Scotsman de Londres a Edimburgo. Este servicio sin paradas entre las dos capitales, acabó dando su nombre a la locomotora. 
La máquina estableció dos récords mundiales de velocidad para tracción de vapor, convirtiéndose en la primera locomotora de vapor oficialmente verificada en superar las 100 millas por hora (160.9 km/h) el 30 de noviembre de 1934. También estableció un registro del trayecto más largo sin paradas realizado por una locomotora de vapor, recorriendo 422 millas (679 km) el 8 de agosto de 1989 en Australia.
Retirada del servicio regular en 1963 después de cubrir 2,08 millones de millas (3,3 millones de kilómetros), la Flying Scotsman disfrutó de una fama considerable, encargándose de su preservación sus sucesivos propieetarios: Alan Pegler, William McAlpine, Tony Marchington, y finalmente, el Museo Nacional del Ferrocarril de York.
Tras haber sido exhibida ante los entusiastas de las máquinas de vapor del Reino Unido, la locomotora visitó extensamente los Estados Unidos y Canadá desde 1969 hasta 1973, recalando en Australia en 1988/89. La Flying Scotsman ha sido descrita como la locomotora de vapor más famosa del mundo. En una encuesta realizada en 2015 entre personas de los cuatro continentes, volvió a ser la locomotora más conocida.

## Historia
La locomotora se completó en 1923, habiéndose iniciado su construcción bajo los auspicios del Gran Ferrocarril del Norte (GNR). Adoptó el tipo A1, inicialmente con el número GNR 1472, dado que el FL&NE aún no había adoptado un esquema de numeración común para todo el sistema.
Representó a la Compañía en la Exhibición del Imperio Británico celebrada en Wembley Park in 1924 y 1925. Antes de este evento, en febrero de 1924, adquirió su nombre y el nuevo número de 4472.
Ya desde muy pronto, se convirtió en el "buque insignia" de la compañía, utilizada generalmente con propósitos promocionales.
Con un mecanismo de distribución modificado eficazmente, esta locomotora fue una de las cinco Pacific diseñadas por Gresley seleccionadas para transportar el prestigioso servicio de tren Flying Scotsman sin escalas desde Londres a Edimburgo, transportando el tren inaugural el 1 de mayo de 1928. Para aumentar su autonomía, las locomotoras utilizaban un nuevo ténder de ocho ruedas, capaz de transportar nueve toneladas largas de carbón. En combinación con las instalaciones disponibles para el reabastecimiento de agua en plena marcha, podían recorrer sin parar las 392 millas (630,9 km) de Londres a Edimburgo en ocho horas. 

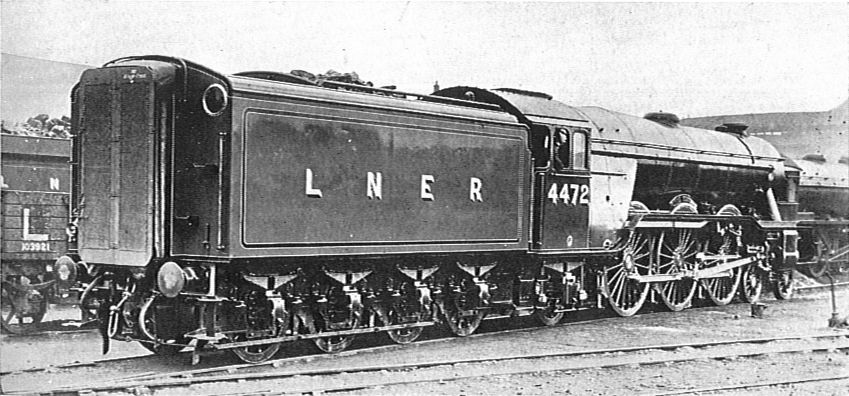
4472 Flying Scotsman en 1928, con un ténder de corredor

El ténder incluía una conexión de corredor y un túnel a través del tanque de agua que daba acceso a la cabina de la locomotora desde el tren, para que el conductor y fogonero pudieran sustituirse sin detener el tren. Al año siguiente, la locomotora apareció en la película The Flying Scotsman. 
Mientras que la locomotora del Great Western Railway City of Truro había sido cronometrada extraoficialmente a más de 100 millas por hora (160,9 km/h), la 4472 se convirtió en la primera locomotora de vapor certificada oficialmente a esta velocidad, el 30 de noviembre de 1934, conducida por Bill Sparshatt y con un tren de pruebas ligero, batiendo el récord de velocidad en tierra para vehículos sobre raíles. El FL&NE, consciente de la publicidad que le reportaría, propagó la noticia masivamente.
La locomotora funcionó con su ténder con corredor entre abril de 1928 y octubre de 1936, después de lo cual volvió al tipo original. En julio de 1938 se combinó con un ténder simplificado sin corredor, con el que funcionó hasta su retirada. El 22 de agosto de 1928 apareció una versión mejorada del tipo Pacífic, clasificada como A3. Las locomotoras A1, más antiguas, fueron reconstruidas con el nuevo estándar. El 25 de abril de 1945, las locomotoras de la clase A1 aún no reconstruidas fueron reclasificadas como A10 para dar paso a las nuevas Pacific Thompson y Peppercorn. La Flying Scotsman salió de los Talleres de Doncaster el 4 de enero de 1947, reconvertida como una A3, después de haber recibido una caldera con el largo domo tipo "banjo" que conserva hasta hoy. En aquel momento se había vuelto a numerar dos veces: bajo el esquema de renumeración integral de Edward Thompson para el FL&NE, se convirtió en la número 502 en enero de 1946; en mayo del mismo año, bajo una modificación de este plan, se convirtió en la número 103. Tras la nacionalización de los ferrocarriles el 1 de enero de 1948, casi todos los números de locomotoras del FL&NE se incrementaron en 60.000. Así, la locomotora N.º 103 se convirtió en la 60103 en diciembre de 1948. 
Entre el 5 de junio de 1950 y el 4 de julio de 1954, y entre el 26 de diciembre de 1954 y el 1 de septiembre de 1957, bajo la propiedad de British Railways, se le asignó un lugar bajo la Cubierta de Leicester Central en el Ferrocarril Gran Central, que cubría los servicios desde Nottingham Victoria a London Marylebone a través de Leicester Central. 
Todas las A3 Pacific fueron equipadas posteriormente con una doble chimenea Kylchap para mejorar el rendimiento y la economía. Esto provocó un escape suave y una deriva de humo que tendía a limitar la visión delantera del conductor. El remedio se encontró en los deflectores de humo de tipo alemán instalados en 1960, que cambiaron un poco la apariencia de las locomotoras.

## Preservación
En 1962, la compañía British Railways anunció que eliminaría la Flying Scotsman de su flota. El número 60103 finalizó su carrera con su último servicio, programado el 14 de enero de 1963, poco después, Alan Pegler compró la locomotora. Previamente, un grupo llamado "Save Our Scotsman", no pudo recaudar las 3000 libras necesarias para adquirir la locomotora por su valor residual. 

### Alan Pegler

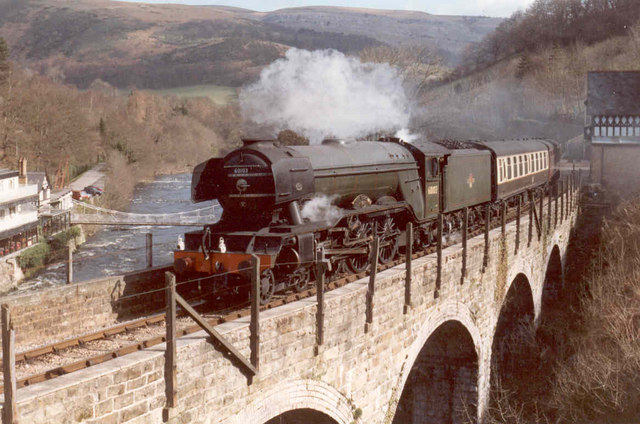
Flying Scotsman con su librea y numeración de los Ferrocarriles Británicos, equipada con su doble chimenea y los deflectores de humo

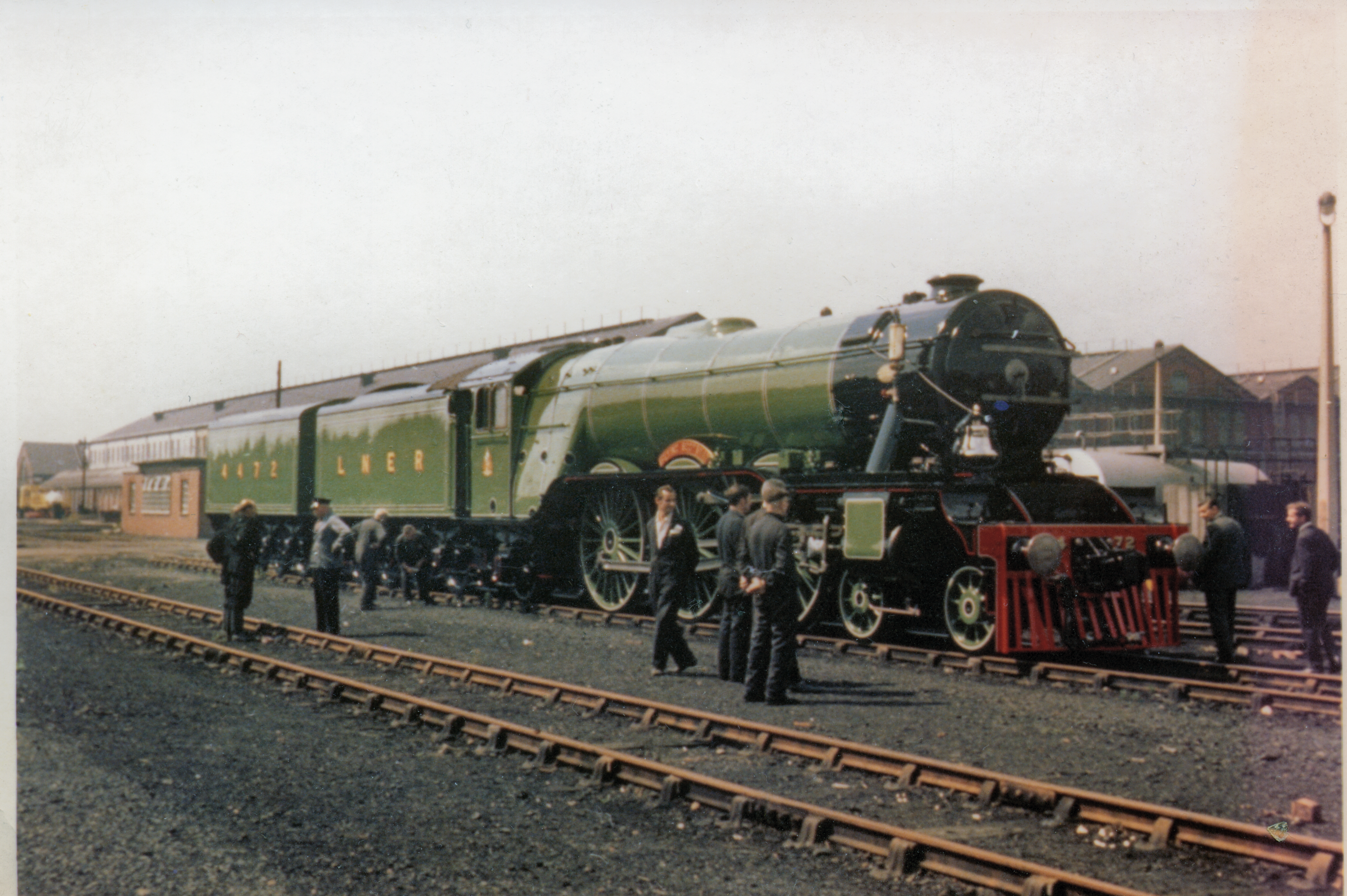
La Flying Scotsman, lista para la gira por los Estados Unidos en 1969

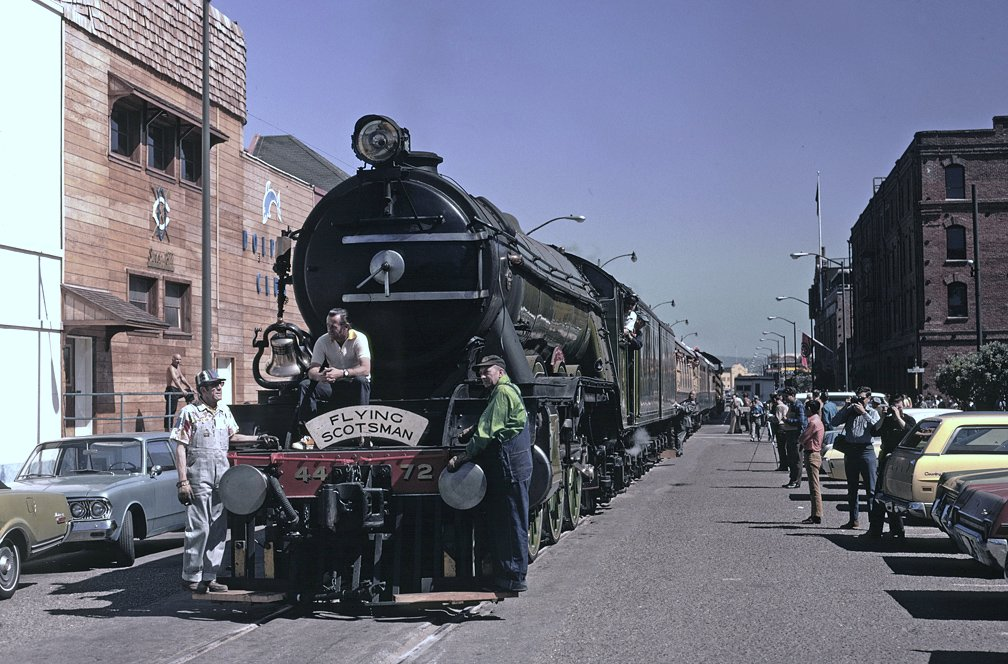
La Flying Scotsman en Fisherman's Wharf, San Francisco, en marzo de 1972

Alan Pegler, quien vio por primera vez la locomotora en la Exposición del Imperio Británico en 1924, en 1961 recibió 70.000 libras por su participación en la compañía Northern Rubber (una compañía fundada por su abuelo) cuando fue vendida a Pegler's Valves. El destino previsto de la Flying Scotsman era la chatarra, pero Pegler intervino y la compró en 1963, con el apoyo político del primer ministro Harold Wilson. Durante los siguientes meses, gastó grandes cantidades de dinero en restaurar la locomotora en los Talleres de Doncaster, para devolverla lo más fielmente posible a su aspecto cuando pertenecía al FL&NE: se le quitaron los deflectores de humo; la chimenea doble fue reemplazada por una sola chimenea; y el ténder fue reemplazado por uno del tipo de corredor, con el que la locomotora había funcionado entre 1928 y 1936. También fue repintado con la librea del FL&NE. 
Luego persuadió a la Junta de los Ferrocarriles Británicos con el fin de que pudiera realizar recorridos especiales para entusiastas del ferrocarril de vapor. En aquel momento, era la única locomotora de vapor capaz de funcionar en las líneas principales de los Ferrocarriles Británicos. Intervino en varios recorridos ferroviarios, incluido un trayecto sin escalas de Londres a Edimburgo en 1968, año en que la tracción a vapor terminó oficialmente en el British Railway. Mientras tanto, las instalaciones de abastecimiento de agua para las locomotoras de vapor estaban desapareciendo, por lo que en septiembre de 1966, Pegler compró un segundo ténder de corredor que se adaptó como tanque de agua auxiliar, y reteniendo su pasarela, se unió detrás del ténder normal.
Pegler tenía un contrato que le permitía operar su locomotora en algunas líneas del British Railway hasta 1972. Después de la reforma de la máquina acometida en el invierno de 1968-1969, el gobierno de Harold Wilson acordó apoyar a Pegler para organizar una gira de la locomotora por los Estados Unidos y Canadá, con el objetivo de apoyar las exportaciones británicas. Para cumplir con las reglamentaciones ferroviarias locales, se le instaló: un botavacas, campana, enganches buckeye, silbato estilo americano, frenos de aire y faro de alta intensidad. Comenzando en Boston, Massachusetts, la gira se topó con problemas inmediatos, y algunos estados aumentaron los costos de la gira, al exigir que la locomotora fuera alimentada con gasóleo a través de su territorio, considerando a la locomotora como un peligro de incendio. Sin embargo, el tren pudo viajar de Boston a Nueva York, Washington D. C. y Dallas en 1969; luego de Texas a Wisconsin; terminando en Montreal en 1970; y de Toronto a San Francisco en 1971, recorriendo un total de 15.400 millas (24.800 km).
El apoyo financiero del Gobierno Británico para la gira fue retirado por el gabinete conservador del primer ministro Edward Heath en 1970, y Pegler decidió regresar ese mismo año de 1970. Al final de la gira de esa temporada, el dinero se había agotado y Pegler tenía una deuda de 132.000 libras, con la locomotora almacenada en el Depósito Sharpe del Ejército de EE. UU. para mantenerla alejada de los acreedores de impagos. Pegler pagó su pasaje desde San Francisco a Inglaterra en un crucero P&O en 1971, dando conferencias sobre trenes y viajes, siendo declarado en quiebra por el Tribunal Supremo en 1972.
En 1966, Alan Pegler había comprado la caldera y piezas de los cilindros de una máquina hermana desechada, la 60041 Salmon Trout. La caldera se encuentra en el Museo Nacional del Ferrocarril de York.

### William McAlpine

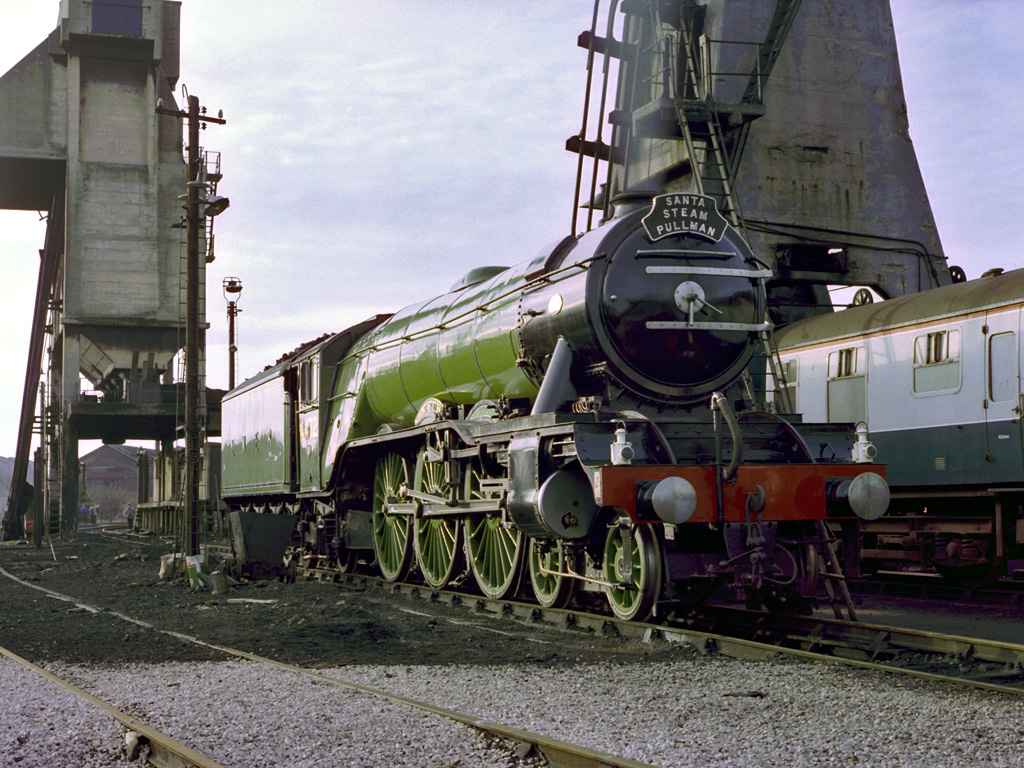
Flying Scotsman en Carnforth en 1982 con la chimenea original y sin los deflectores de humo de estilo alemán posteriores

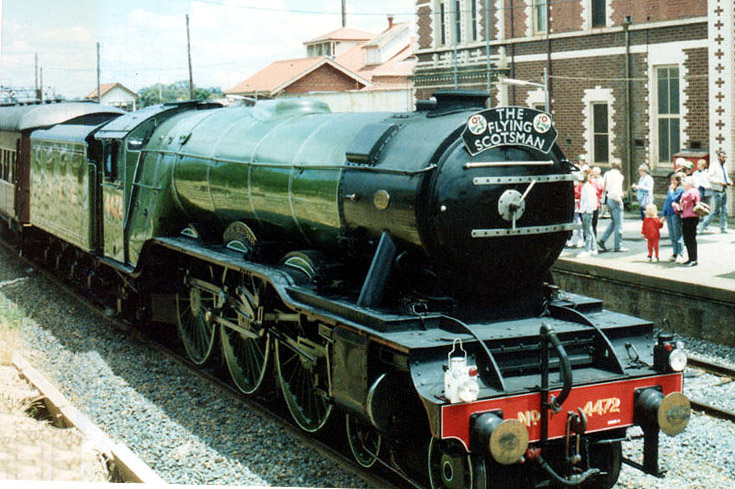
La Flying Scotsman en la estación de ferrocarril de Seymour, Victoria, en 1989, equipada con iluminación eléctrica y frenos de aire para operar en los ferrocarriles australianos

Poco después, el futuro de la máquina comenzó a ser incierto, y se especuló con que podría permanecer en los EE. UU. o incluso desguazarse. Después de que Alan Bloom le hizo una llamada telefónica personal en enero de 1973, se produjo la intervención de William McAlpine, que trató con el abogado, pagó a los acreedores y compró la locomotora. Fue embarcada en la cubierta de un buque de carga y regresó al Reino Unido a través del Canal de Panamá en febrero de 1973. A su llegada a Liverpool, se sugirió que se pusiera sobre un remolque especial, pero Sir William insistió en que debía viajar por su cuenta. La ruta a Derby estaba llena de multitudes. Sir William pagó la restauración de la locomotora en los Talleres de Derby, así como las dos revisiones posteriores en los 23 años en los que le perteneció la máquina, que mantuvo en perfecto estado de funcionamiento. 
Se realizaron pruebas en el Ferrocarril de Vapor de Paignton y Dartmouth, del que Sir William era presidente, en el verano de 1973, después de lo cual la locomotora se llevó hasta Steamtown (Carnforth), desde donde realizaba excursiones regularmente. En diciembre de 1977, la Flying Scotsman fue llevada a los talleres de Vickers Engineering Works, en Barrow-in-Furness, para realizar reparaciones pesadas, incluido el reemplazo de la caldera no utilizada. 
En octubre de 1988, por invitación del gobierno australiano, la Flying Scotsman llegó a Australia para participar en las celebraciones del bicentenario del país como una atracción central en el festival Aus Steam '88. Los organizadores del evento habían estado interesados en recibir la visita de la LNER A4 No 4468 Mallard, pero no estaba disponible debido al 50 aniversario de su récord mundial de velocidad, y se recomendó la 4472 como su reemplazo. Durante el curso del año siguiente, la Flying Scotsman recorrió más de 45.000 km (casi 28.000 millas) sobre vías australianas, concluyendo con un recorrido transcontinental de regreso de Sídney a Perth a través de Alice Springs, en el que se convirtió en la primera locomotora de vapor en viajar por el recientemente construido Ferrocarril de Australia Central, de ancho estándar.
Otros puntos destacados incluyen los recorridos de doble tracción de la Flying Scotsman con la locomotora Pacific 3801 de los Ferrocarriles Estatales de Nueva Gales del Sur, una carrera de tres máquinas en paralelo frente a dos Locomotoras de la Clase R de los Ferrocarriles de Victoria, y carreras en paralelo frente a las locomotoras 520 y 621 de los Ferrocarriles de Australia del Sur. Su visita a Perth vio un reencuentro con la máquina de Clase GWR 4073, Pendennis Castle, que había sido exhibida junto a la Flying Scotsman en la Exposición del Imperio Británico de 1924. El 8 de agosto de 1989 la Flying Scotsman estableció otro récord en el camino a Alice Springs desde Melbourne, recorriendo 679 kilómetros (421,9 mi) desde Parkes hasta Broken Hill sin parar, el más largo que una locomotora de vapor haya registrado. El mismo viaje también vio a la Flying Scotsman establecer su propio récord de transporte, cuando remolcó un tren de 735 toneladas a lo largo de los 790 km entre Tarcoola y Alice Springs.
La Flying Scotsman regresó a Gran Bretaña en 1990 y continuó trabajando en la línea principal hasta que su certificado para operar en una línea principal expiró en 1993. La 4472 recorrió ferrocarriles históricos después de regresar al "estilo" British Railway, con el reacondicionamiento de los deflectores de humo de estilo alemán y la doble chimenea, repintándose en el color "verde Brunswick" característico del British Railway. En 1995, estaba desmontada en el Southall Railway Centre, en el oeste de Londres, a la espera de su próxima revisión, siendo propiedad de un consorcio que incluía a McAlpine, así como al gurú de la música y entusiasta del ferrocarril Pete Waterman.

### Tony Marchington
Entre tanto, un futuro incierto volvía a cernirse sobre la locomotora, debido al costo de restauración y renovación necesarios para cumplir con los estrictos estándares de ingeniería requeridos para la operación en la línea principal del British Railway. La salvación llegó en 1996, cuando el Dr. Tony Marchington, ya conocido en el movimiento de restauración de antigüedades, compró la locomotora y la hizo restaurar. Más de tres años de trabajo y un millón de libras fueron necesarios para acometer la restauración exhaustiva de la máquina, que en ese momento fue reconocida como la más extensa en la historia de la locomotora. El tiempo dedicado por Marchington a la locomotora se documentó en un documental, el programa del Channel 4 A Steamy Affair: The Story of Flying Scotsman. Esta vez, durante un breve período inicial, aún conservaba la doble chimenea, pero sin los deflectores de humo alemanes, y se volvió a pintar con la librea del FL&NE. Poco después, los deflectores de humo alemanes fueron reacondicionados. También se le instaló una caldera A4 redundante. 
Con el uso regular del Flying Scotsman tanto en VSOE Pullman como con otros eventos en la línea principal, Marchington propuso en 2002 un plan de negocios, que incluía la construcción de una "Flying Scotsman Village" en Edimburgo, para generar ingresos a partir de la marca asociada. Después de cotizar en el OFEX como Flying Scotsman plc ese mismo año, en 2003 Ayuntamiento de Edimburgo rechazó el proyecto de construir la villa, y en septiembre de 2003 Marchington fue declarado en quiebra. En la Junta General de la Compañía en octubre de 2003, el director Ejecutivo Peter Butler anunció pérdidas de 474.619 libras y con solo 1,5 millones de margen en el Barclays Bank, declaró que la compañía solo tenía suficiente efectivo para seguir funcionando hasta abril de 2004. La cotización de las acciones de la compañía fueron suspendidas del OFEX el 3 de noviembre de 2003, después de que no se publicaran los resultados provisionales. 

### Museo Nacional del Ferrocarril

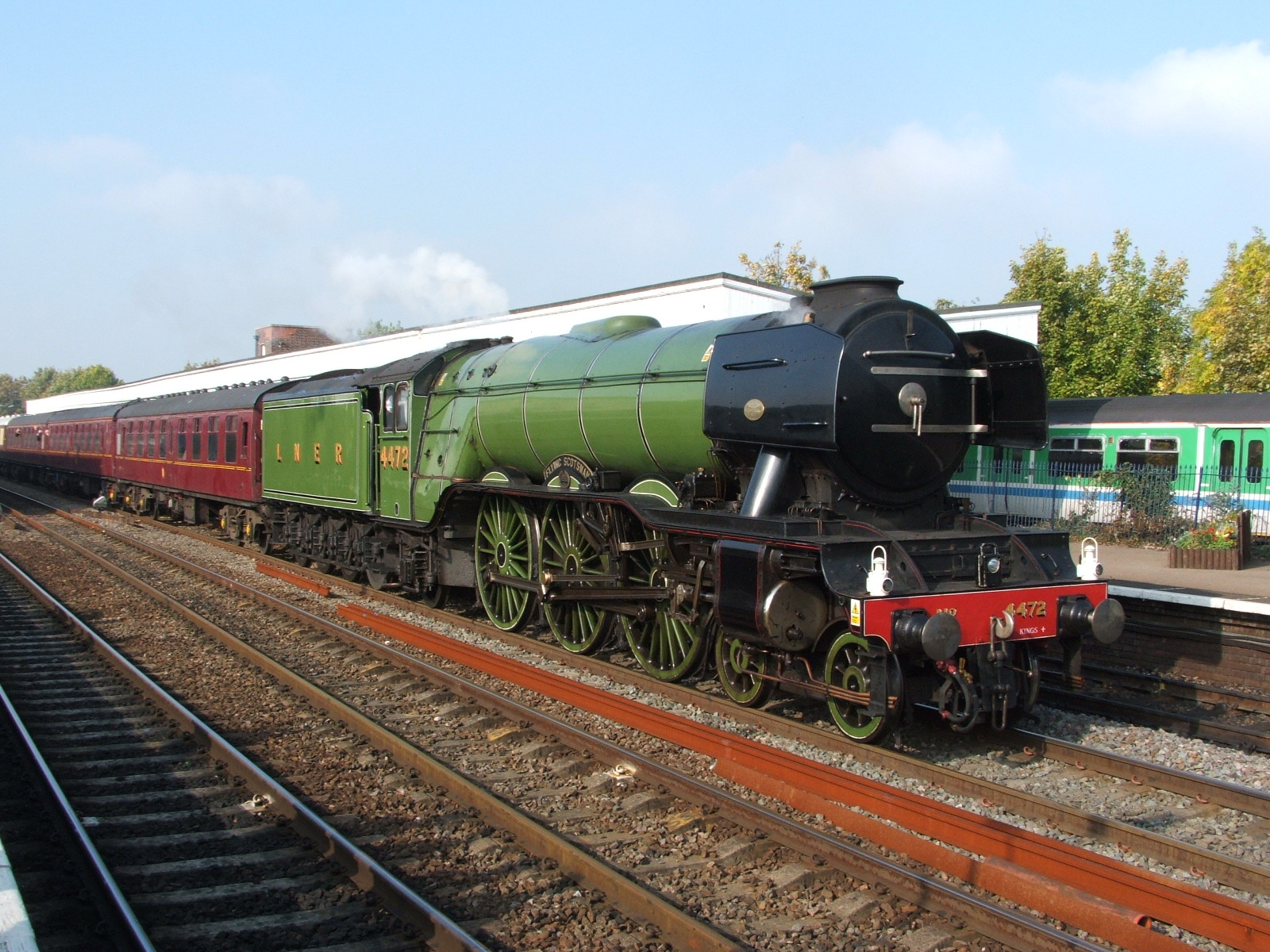
Flying Scotsman en la Estación de Leamington Spa en octubre de 2005

En febrero de 2004, una agencia de deuda que actuaba en nombre de Flying Scotsman plc, anunció que realizaría una subasta de oferta sellada para vender la locomotora, que se realizaría el 2 de abril. En medio de los temores de los medios de comunicación de que la locomotora podría quedar en manos extranjeras, el Museo Nacional del Ferrocarril de York anunció que presentaría una oferta y solicitó fondos. Tuvieron éxito, con una oferta de 2,3 millones de libras, un 15% más que la segunda oferta más alta.
La mayor parte del dinero provino de una subvención de 1,8 millones de Libras del National Heritage Memorial Fund; 350.000 libras se recaudaron con donaciones (que fueron igualadas por el magnate Richard Branson); y otras 70.000 las recaudó el periódico Yorkshire Post. En la venta se incluyó la caldera de repuesto de tipo A3 (construida en 1944 e instalada en la Flying Scotsman desde 1965 hasta 1978), cilindros de repuesto y un coche de soporte Mk1. La locomotora llegó a York a tiempo para ser exhibida como parte del Railfest 2004 organizado por el Museo, una celebración de los 200 años de los viajes en tren. 

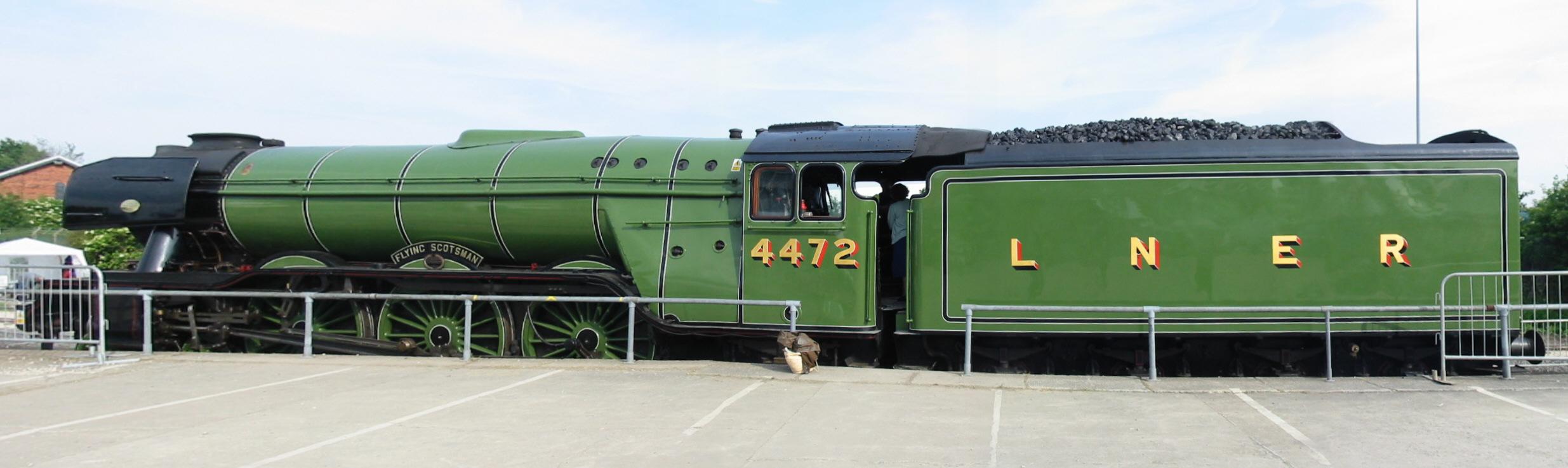
En el Railfest 2004

Bajo la presión de los donantes, en lugar de colocarla en exhibición estática, se decidió usar la locomotora para trenes especiales fuera de York, así como en el Scarborough Spa Express (York a Scarborough), aunque pronto se hicieron evidentes los problemas de mantenimiento. Después de averiarse en el viaje para acudir al Railfest, al que tuvo que llegar remolcada, luego de un considerable trabajo de reparación, falló varias veces en los siguientes meses, con el personal de ingeniería del museo constantemente ocupado efectuando reparaciones, pero sin poderse detectar los fallos críticos que retrasarían las posteriores revisiones y restauraciones. Desde septiembre de 2004 hasta mayo de 2005, permaneció en los talleres para someterse a una reparación intermedia pesada, con la intención de mejorar su fiabilidad y permitir la operación hasta su reparación general (revisión) y restauración. La reparación intermedia no logró mejorar la fiabilidad de la máquina, por lo que se tomó la decisión de continuar con la revisión y restauración generales.

### Revisión 2006–2016

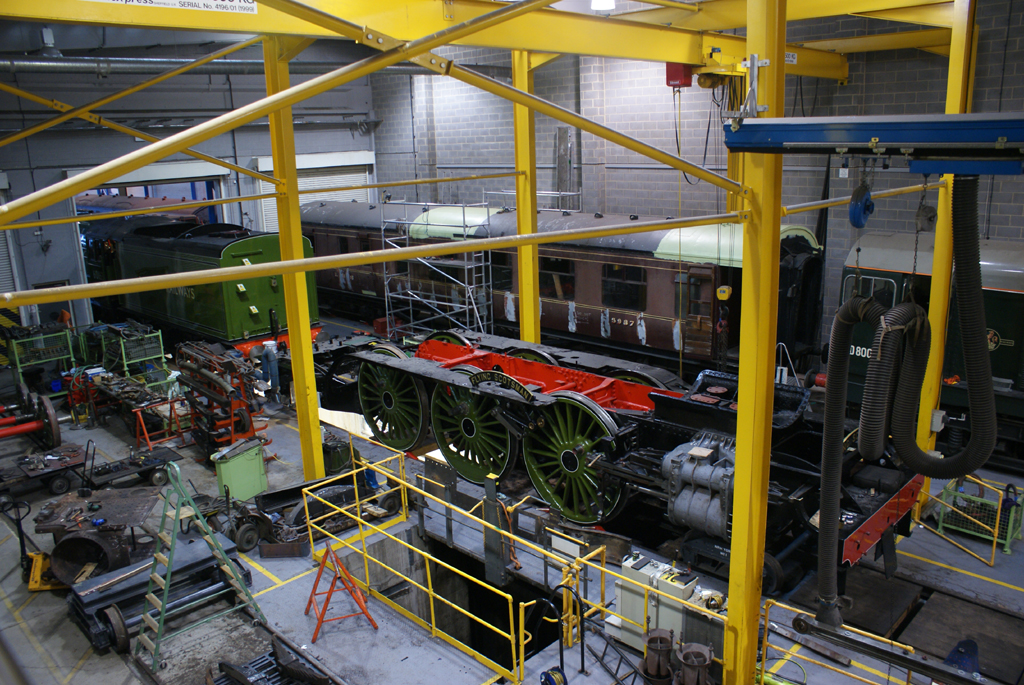
Los bastidores y el juego de ruedas en los talleres del Museo Nacional, en 2009

En enero de 2006, la Flying Scotsman pasó de nuevo por los talleres del Museo Nacional del Ferrocarril de York, con el fin de someterse a una revisión importante para devolverla a las especificaciones originales de Gresley, y renovar el certificado de su caldera. Inicialmente se estimó que esto solo tardaría un año y costaría alrededor de 750.000 libras. La bahía en la que se estaba restaurando la locomotora estaba a la vista de los visitantes del Museo, pero el motor se desmontó por completo muy rápidamente, hasta el punto de que la placa de marcha era el único componente reconocible para un observador no avezado. 
En previsión de la restauración, la caldera A3 de repuesto había sido enviada en junio de 2005 a Riley &amp; Son para ser completamente reconstruida. Debía usarse en lugar de la caldera A4 por el deseo de restaurar la locomotora a su estado original, y porque se consideró que la caldera A4 se había deteriorado en un estado peor que el repuesto, debido a las presiones operativas más altas que la locomotora había experimentado después de la certificación de la locomotora a 250 psi durante su última revisión privada. Considerando que excedía los requisitos, la caldera A4 fue vendida a Jeremy Hosking para su uso potencial en su locomotora, la LNER Clase A4 4464 ''Bittern''.
En julio de 2007, el Museo retrasó la fecha de finalización esperada en 18 meses, debido en parte a problemas con la restauración de la caldera. Para enero de 2009, con otros problemas encontrados, incluidos bastidores desalineados y un cilindro derecho roto, así como debido al aumento de los precios de los metales, el museo lanzó el recurso SOS (Save Our Scotsman), con el objetivo de recaudar 250.000 libras adicionales, con la esperanza de completar el trabajo para 2010. En mayo de 2011, la locomotora se presentó en la plataforma giratoria del museo, pintada con la librea negra del FL&NE de la época de la Segunda Guerra Mundial. Después de la prueba final, se planeó terminarla en el verde manzana del FL&NE, previéndose las primeras excursiones para el verano. En junio de 2011, se descubrieron grietas en los bloques de la bocina, lo que condujo a pruebas adicionales que descubrieron numerosas grietas latentes en todo el ensamblaje del bastidor, lo que condujo al reemplazo de la barra del marco principal, las abrazaderas de la bocina y el soporte de movimiento del cilindro central,que se consideró sin posibilidad de reparación. 

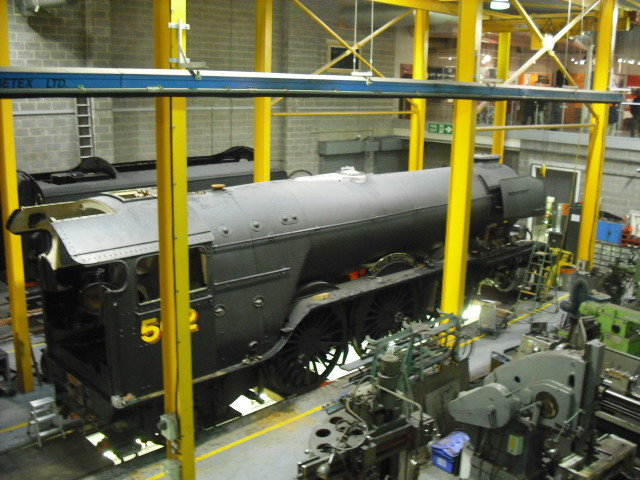
En los talleres del Museo Nacional del Ferrocarril. Restauración de 2012

En octubre de 2012, con el proyecto aún sin terminar, el Museo publicó un informe que examinaba los motivos de la demora y del costo adicional. Descubrió que se había subestimado en gran medida el trabajo requerido debido al mal estado de la locomotora, gran parte del cual no se había detectado debido a una inspección apresurada, lo que produjo una evaluación demasiado optimista que no se basaba en certezas ingenieriles. También descubrió que una vez que el proyecto estaba en marcha, la gerencia carecía de la experiencia, la continuidad o los recursos necesarios para emprender una tarea tan compleja, que también se vio obstaculizada por enfermedades y problemas de localizar el personal adecuado. Aunque el Museo tenía un sistema de contrato formal para administrar proveedores, los gerentes no lo aplicaron correctamente, y no era adecuado para la naturaleza de la industria artesanal del sector ferroviario patrimonial, del que los proveedores provenían en gran medida, y muchos de los cuales no habían cumplido sus objetivos contractuales. Los problemas también fueron causados por los objetivos en conflicto, intentando por un lado producir una locomotora de línea principal certificada; mientras que por otro se pretendía conservar tantos componentes y ensamblajes originales como fuera posible. Además, se pretendía revisar la locomotora para usarla como herramienta de publicidad para el Museo. El informe recomendó que el Museo reconsiderase el alcance, la magnitud y las responsabilidades de sus funciones de ingeniería y gestión de proyectos, así como su política de contratación.
Después del informe, el Museo encargó a la compañía First Class Partnerships (FCP) que revisara de forma independiente el trabajo restante identificado como necesario por el NRM, y que hiciera recomendaciones sobre cómo proceder. En marzo de 2013, el Museo anunció que FCP había determinado que la locomotora no volvería a la línea principal hasta 2015, y opinaba que el trabajo pendiente debería contratarse mediante una licitación externa. El 29 de octubre de 2013, el museo anunció a Riley & Son de Bury (Gran Mánchester), como el contratista ganador, y el mismo día la locomotora fue trasladada a su taller para volver a ponerla en funcionamiento no antes del verano de 2015. El 29 de abril de 2015, la caldera de la Flying Scotsman salió del Museo Nacional del Ferrocarril para reunirse con el resto de la locomotora en Riley & Son, en Bury. Sin embargo, el Museo reprogramó la locomotora para que volviera a estar en servicio a fines de 2015/principios de 2016, cuando estaba siendo equipada con el equipo necesario para operar en la línea principal.

### Vuelta al servicio

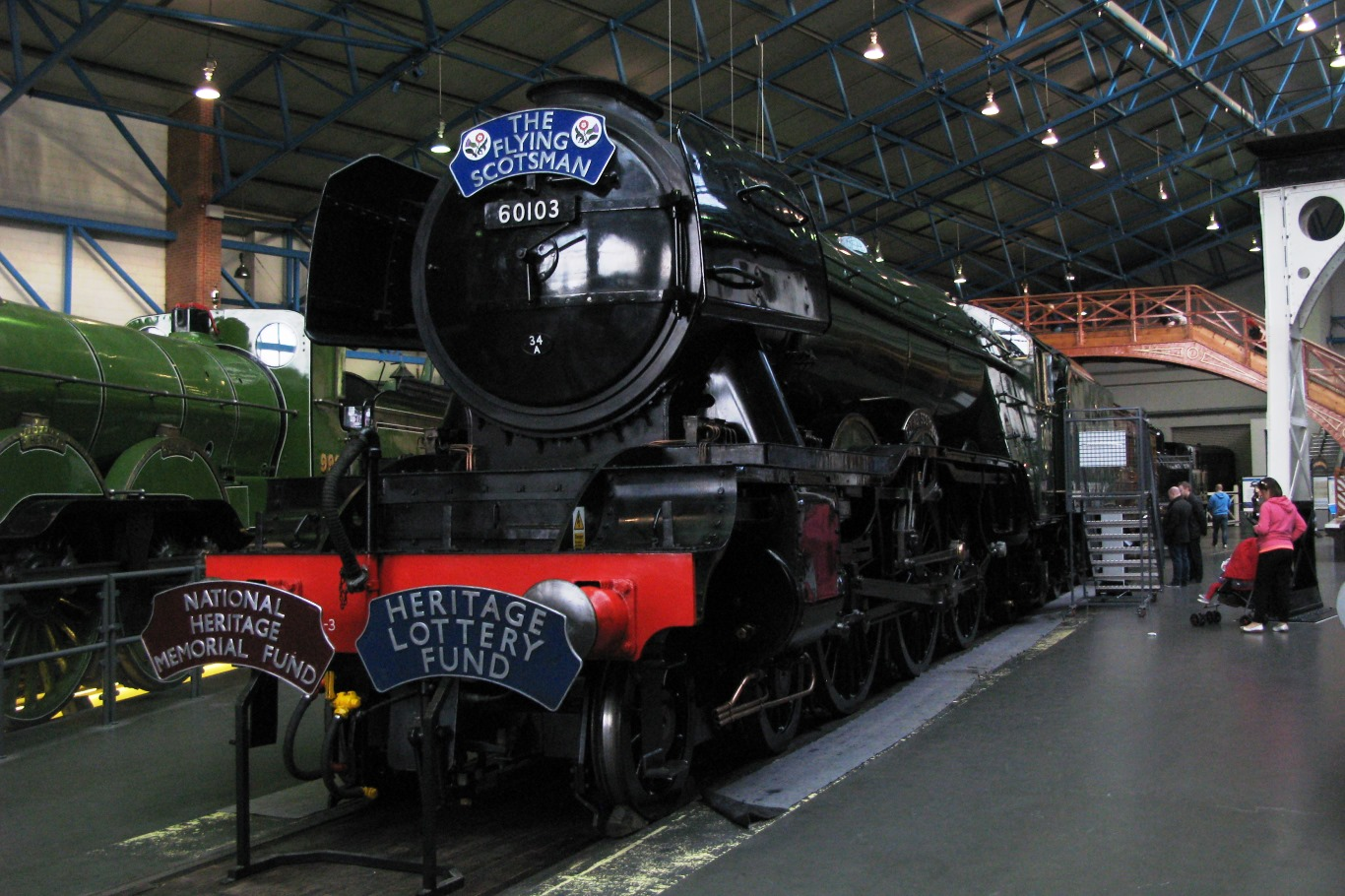
La Flying Scotsman, en exhibición en el Museo Nacional del Ferrocarril en 2016, después de su revisión

La revisión se completó en enero de 2016 y las pruebas comenzaron en el Ferrocarril de Lancashire Este, el 8 de enero de 2016, con la locomotora aún usando su librea de 2011, correspondiente al color negro del período de guerra, con el número 60103 en la caja de humos, y los números del FL&NE correspondientes a la época de la guerra (103 y 502) en los laterales de la cabina. La Flying Scotsman fue originalmente diseñada para transportar su primer tren inaugural llamado Winter Cumbrian Mountain Express desde la Estación de Mánchester Victoria a Carlisle, el 23 de enero, pero el viaje se canceló debido a que la locomotora tenía los frenos defectuosos. El primer viaje llevó al Winter Cumbrian Mountain Express de Carnforth a Carlisle, y tuvo lugar el 6 de febrero. El 25 de febrero se realizó un viaje inaugural desde London King's Cross a York, pintada con el color Verde Brunswick característico del British Railway. Sin embargo, durante este evento, los entusiastas del ferrocarril detuvieron accidentalmente al Flying Scotsman al invadir la línea cerca de St Neots. La máquina realizó giras especiales por Gran Bretaña en 2016.
En septiembre de 2016, el museo anunció el costo final de la restauración en 4,5 millones de libras, después de haber superado el presupuesto de 4,2 millones estimado en el verano de 2015, debido a que se necesita más trabajo y a la necesidad de cumplir con la fecha límite para el regreso al servicio. El 31 de marzo de 2017, la Flying Scotsman fue elegida para remolcar un tren para la reapertura de la línea Settle-Carlisle, cortada debido a los daños causados por un deslizamiento de tierras a finales de 2015 y principios de 2016.

## Debate sobre la restauración

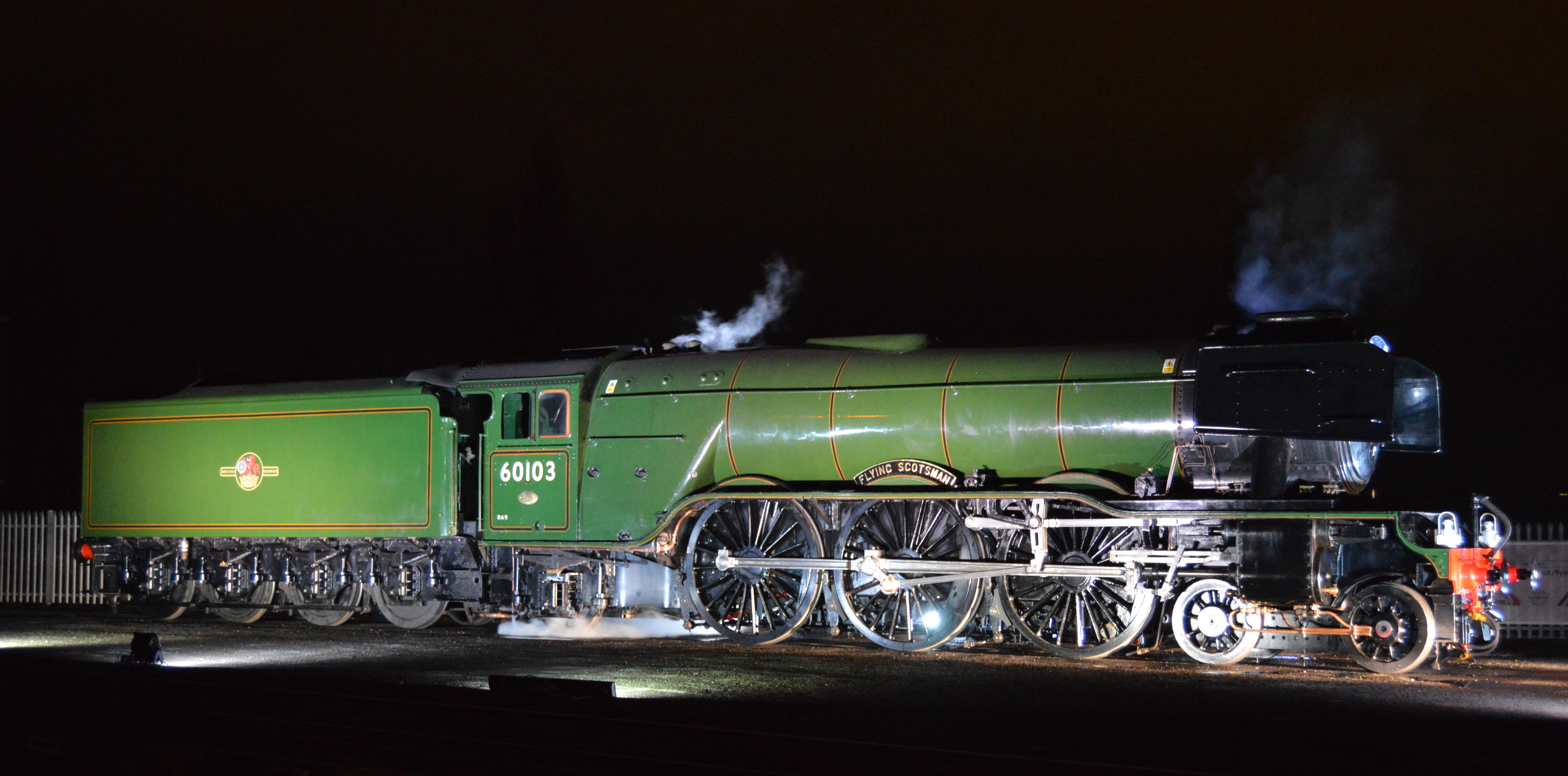
Flying Scotsman fuera del Museo Nacional del Ferrocarril durante el Scotsman in Steam, Night Photoshoot

En 2011, el Museo Nacional del Ferrocarril anunció que la Flying Scotsman se pintaría con la librea negra del FL&NE de la época de la Segunda Guerra Mundial, una vez sometida a las pruebas de vapor e inspección, con las letras "NE" en los lados de su ténder, el número "103" en un lado de la cabina y el "502" en el otro, los números que se le dieron bajo el sistema de renumeración del FL&NE. La locomotora permaneció pintada de negro para el evento Flying Scotsman Preview, organizado por el Museo del 28 al 30 de mayo de 2011. 
Durante el Railfest, otro evento organizado por el Museo del 2 al 10 de junio de 2012, la Flying Scotsman se mantuvo frente a la Mallard, conservando su librea negra. Se publicó un informe sobre la restauración el 7 de marzo de 2013. El 23 de enero de 2015, el Museo Nacional del Ferrocarril anunció que se mantendrían los deflectores de humo y la doble chimenea, incluido el retorno a su librea verde del British Railway, para mantenerla lo más posiblemente fiel a su aspecto histórico, correspondiente a la locomotora N.º 60103. 

## En la cultura popular
- Debido al énfasis del FL&NE en el uso de la locomotora con fines publicitarios, seguido de su historia de preservación llena de acontecimientos, (incluidas dos incursiones internacionales), la Flying Scotsman es una de las locomotoras más reconocidas del Reino Unido. Una de sus primeras apariciones en el cine fue en la película de 1929 The Flying Scotsman, que incluía una secuencia completa a bordo de la locomotora.[56]

- La locomotora aparece en la película de 1979 Agatha, "disfrazada" de otra máquina de la misma clase, la 4474 Victor Wild. La locomotora aparecía acoplada a los coches de viajeros del FL&NE del tipo Gresley Teak, apropiados para la época.[57]

- En 1985, la Flying Scotsman apareció (junto con un Intercity 125 HST) en un anuncio de televisión del British Rail.[58]

- También aparecía representada en los libros de The Railway Series, obra del reverendo W. Awdry.[45] La locomotora llegaba a la isla ficticia de Sodor en el libro Enterprising Engines para visitar a su único hermano restante, Gordon. Durante este viaje, aparecía con dos ténderes. Esta fue una característica clave de la trama de una de las historias, "Tenders for Henry". Cuando se filmó la historia para la serie de televisión Thomas y sus amigos, se rebautizó como "Tender Engines", pero solo se vieron dos ténderes de la Flying Scotsman fuera de un cobertizo.[59] Originalmente se tenía la intención de que tuviesen un papel más importante en este episodio, pero debido a restricciones presupuestarias, no se pudo construir todo el modelo de la locomotora.[60]

- La Flying Scotsman haría una aparición completa en Thomas & Friends: The Great Race,[61] donde Rufus Jones prestaba su voz a la máquina en todas las regiones de habla inglesa.

- La locomotora fue la primera opción para la Carrera Top Gear hacia el Norte, pero debido a las fechas de su revisión no pudo asistir, por lo que su lugar fue ocupado por la LNER Peppercorn Clase A1 60163 ''Tornado''.[62]

- Un modelo de la Flying Scotsman apareció en el Episodio 6 y en los episodios de "The Great Train Race" de Toy Stories de James May. Era el tren favorito de la infancia de James May y fue elegido para batir el récord mundial del modelo de ferrocarril de juguete con un recorrido más largo.[63] El tren debía viajar siete millas desde Barnstaple a Bideford, en North Devon, y aunque falló pronto en el Episodio 6, logró completar el recorrido en "The Great Train Race", que tuvo lugar el 16 de abril de 2011.[64] El modelo reapareció en James May: The Reassembler, donde se desmontó por completo y luego se volvió a armar en mayo en una nueva demostración.

- Una de las monedas especialmente producidas de 5 libras para los Juegos Olímpicos de Verano de 2012 presentaba un grabado de la Flying Scotsman en la parte posterior.[4][45]

- La Flying Scotsman se incluye como locomotora en el juego de simulación para PC Microsoft Train Simulator .[65]

- La locomotora apareció en el documental de la BBC4 Flying Scotsman, en la plataforma de transmisión Footplate el 29 de diciembre de 2016.[66]

- Así mismo, aparece en el videojuego de carreras Forza Horizon 4, en un evento 'Showcase' en el que el jugador debe competir con la locomotora.[67]

- La Flying Scotsman aparece en el documental de 2016 de la ITV titulado Flying Scotsman With Robson Green, donde el presentador pasa un año con el equipo de ingenieros encargado de reconstruir la locomotora.[68]

## Lecturas relacionadas
- Clifford, David (comp.) (1997). The world's most famous steam locomotive: Flying Scotsman. Swanage: Finial. ISBN 1-900467-02-X.
- Harris, Nigel (ed.) (1988). Flying Scotsman: a locomotive legend. St Michaels on Wyre: Silver Link Publishing.
- Hughes, Geoffrey (2004). Flying Scotsman: the people's engine. York: Friends of the National Railway Museum Enterprises. ISBN 0-9546685-3-7.
- Kerr, Fred; Langston, Keith (2017). Flying Scotsman: A Pictorial History. Barnsley: Pen and Sword Transport. ISBN 1-47389-992-3.
- Nicholson, Peter (1999). Flying Scotsman: the world's most travelled steam locomotive. Shepperton: Ian Allan. ISBN 0-7110-2744-7.
- Pegler, Alan (1976). Flying Scotsman (3rd edición). Shepperton: Ian Allan. ISBN 0-7110-0663-6.
- Roden, Andrew (2007). Flying Scotsman: The extraordinary story of the world's most famous train. London: Aurum. ISBN 978-1-84513-241-5.
- Sharpe, Brian (2005). Flying Scotsman: the legend lives on. Horncastle: Mortons Media.
- «4472 goes home». Rail Enthusiast (EMAP National Publications): 47. April 1983. ISSN 0262-561X. OCLC 49957965.